# Wolf 1055
Wolf 1055 (Gliese 752 / GJ 752) es una estrella binaria situada a sólo 19,2 años luz del sistema solar en la constelación del Águila. Se localiza al oeste de Altair (α Aquilae) y Alshain (β Aquilae), norte de δ Aquilae y sureste de ζ Aquilae. Con magnitud aparente +9,11, es demasiado tenue para ser observada a simple vista.
Aunque en 2009 se anunció la existencia de un planeta extrasolar en órbita alrededor de la componente secundaria del sistema, medidas más precisas parecen descartar la presencia de dicho objeto.
Las dos componentes de Wolf 1055 son enanas rojas, ambas estrellas fulgurantes, pero de desigual luminosidad. Wolf 1055 A (HIP 94761 / Ross 652 / LHS 473), conocida también por su denominación de variable V1428 Aql, tiene tipo espectral M3.5Vne y una temperatura de 3430 K.
Su masa equivale al 48% de la masa solar. Su radio es algo mayor de la mitad del radio solar pero su luminosidad apenas supone el 0,2% de la del Sol. El movimiento propio de esta estrella fue descubierto por el astrónomo Max Wolf en 1919, a quien debe su nombre.
Wolf 1055 B (V1298 Aql / LHS 474) es mucho más tenue que su compañera, con una masa de 0,09 masas solares y un radio equivalente al 10% del radio solar. De muy baja luminosidad, cuando fue descubierta por George Van Biesbroeck en 1940 se pensó que era una enana marrón y por ello sigue siendo conocida como Estrella de Van Biesbroeck (VB 10). Su temperatura efectiva es de apenas 2700 K, siendo su tipo espectral M8Ve.
En 1994 se observó en su superficie una brillante llamarada en el ultravioleta lejano que produjo un calentamiento de su atmósfera exterior hasta los 150.000 K.
La separación entre las dos componentes de este sistema era de 434 UA en el año 1942.
Las estrellas más cercanas a Wolf 1055 son Altair, a 3,1 años luz, y 70 Ophiuchi, a 6,1 años luz.

## Posible sistema planetario
En 2009 se anunció el descubrimiento de un planeta joviano —denominado VB 10b— en órbita alrededor de la Estrella de Van Biesbroeck (Wolf 1055 B).
De diámetro semejante al de la estrella, su masa equivaldría a 6 veces la masa de Júpiter.
Su separación respecto a la estrella sería similar a la existente entre Mercurio y el Sol, siendo su período orbital de 0,744 años.
Sin embargo, medidas posteriores llevadas a cabo con el Very Large Telescope a lo largo de más de medio año no han detectado variaciones significativas en la velocidad radial de la estrella, lo que descarta la presencia del planeta propuesto.